# DW運動場
DW運動場（DW Stadium），前名JJB球場（JJB Stadium），是一個於英格蘭大曼徹斯特威根羅賓公園的球場，是足球隊韋根足球會和欖球隊威根勇士欖球隊（Wigan Warriors）的主場。球場在1999年8月啟用，造價高達3,000萬英鎊，最初球場名稱源自韋根足球會的主贊助商JJB體育用品公司。
球場採用鋼鐵懸臂式結構屋頂，是一個全座席球場，可容納25,135名球迷。通常作客球迷都安排至北看台。球場草地由天然草（98%）及人造纖維（2%）混合組成，比賽場地面積110x68米，有自動灌溉及地底發熱系統。球員更衣室位於西看台地下，主隊更衣室配備花灑、浴缸、醫療室、縫針室、按摩室及藥品化驗室。並設有球員酒廊供賽後娛賓。附設警崗及小囚房。
西看台二樓及三樓為行政辦公室、會議及宴會場地。三樓設有保安控制室及電視錄影室可供天空電視（Sky TV）或其他地區性電視台作直播用。
2009年8月1日更名為DW運動場（DW Stadium），球場以韋根主席惠蘭（Dave Whelan）新建網絡生意「DW Sports Fitness.com」命名，冠名權為期10年。

## 看台
- 東看台：8,205人
- 西看台：6,100人
- 南看台：5,412人
- 北看台：5,418人

## 外部連結
- DW運動場官網（页面存档备份，存于）